# Avenida Bushwick–Calle Aberdeen (línea Canarsie)
La Avenida Bushwick–Calle Aberdeen es una estación en la línea Canarsie del Metro de Nueva York de la división B del Brooklyn–Manhattan Transit Corporation. La estación se encuentra localizada en Bushwick, Brooklyn entre la Avenida Bushwick y la Calle Aberdeen. La estación es servida en varios horarios por los trenes del Servicio .